# たとえたとえ
「たとえたとえ」は、日本のポップ・ロック・バンドである緑黄色社会の楽曲。2021年3月19日にSony Music Labelsの社内レーベルEpic Records Japanより配信限定シングルとして発売された。作詞は小林壱誓、作曲はpeppeが手がけたポップナンバーで、ブラスが使用されている。楽曲は、第93回センバツ MBS公式テーマソングとして書き下ろされた。また、船井電機の「FUNAI Qdt TV」のCMソングとして使用された。
「たとえたとえ」は、オリコン週間デジタルシングル（単曲）ランキングで最高位29位を記録した。

## 制作
「たとえたとえ」は、第93回センバツ MBS公式テーマソングとして書き下ろされた楽曲で、作詞は小林壱誓、作曲はpeppeが手がけた。楽曲は当たり前だった世界をもう一度描きたいという思いから始まっていて、バンドは私たちの母校は野球で有名だったので、野球部のみんながひたむきに汗を流す姿が身近な風景のひとつでした。彼らの頑張っている姿に「頑張ろう」と力をもらえていた日々を思い出して、あのとき小っ恥ずかしくて言えなかった感謝をメロディに乗せたいと思いましたと語っている。本作では、アルプススタンドの応援をモチーフとしたブラスが取り入れられている。
作曲を手がけたpeppeは本作について野球の試合後の優勝パレードで人が集まっている風景を想像して書いたと語っている。

## リリース
「たとえたとえ」は、第93回選抜高等学校野球大会が開幕した2021年3月19日にSony Music Labelsの社内レーベルEpic Records Japanより配信限定シングルとして発売された。
配信が開始された3月19日に放送されたテレビ朝日系『ミュージックステーション 2時間スペシャル』で初披露となった。

## ミュージック・ビデオ
2021年3月17日にスポーツナビのサイトでミュージック・ビデオが公開され、楽曲の配信開始日と同じ3月19日に公式YouTubeチャンネルで「たとえたとえ (第93回センバツ ver.)」と題されたミュージック・ビデオが公開された。監督は渡邉直が務めた。

## シングル収録曲
| #  | タイトル         | 作詞     | 作曲  | 編曲                     | 時間 |
| -- | ---------------- | -------- | ----- | ------------------------ | ---- |
| 1. | 「たとえたとえ」 | 小林壱誓 | peppe | soundbreakers 緑黄色社会 | 3:58 |

## クレジット
緑黄色社会
- 長屋晴子 – Vocal & Guitar
- 小林壱誓 – Guitars
- peppe – Keyboards & Chorus
- 穴見真吾 – Bass

外部ミュージシャン
- soundbreakers – Produce & Programming
- 比田井修 – Drums
- 寺地美穂 – Sax

## チャート成績
| チャート (2021年)               | 最高位 |
| ------------------------------- | ------ |
| 日本 (Japan Hot 100)            | 78     |
| 日本 (オリコンデジタルシングル) | 28     |